# Estret de Cabot
L'Estret de Cabot (en francès détroit de Cabot) és un estret a l'est del Canadà d'aproximadament 110 quilòmetres d'amplada. Deu el seu nom a l'explorador genovès Giovanni Caboto.